# Food truck
Il food truck (o chiosco-furgone, o camion-ristorante) è una tipologia, importata dalla California, di camioncino itinerante dotato di  cucina attrezzata per la preparazione e la vendita di pasti di varia natura.
Il food truck può avere dimensioni molto variabili, dagli autobus a due piani agli ape car, ed è quasi sempre decorato con grafica e dipinti colorati; oltre al fatto di offrire pasti a vari livelli di prezzo, il suo successo è dovuto anche ai servizi di reti sociali che gli permettono di comunicare in tempo reale i vari spostamenti.
Poco in voga in Europa, adesso il concetto ha conquistato alcuni grandi chef  europei che si servono, all'occasione, di camion-ristorante per far assaggiare le loro specialità. Nelle città del Canada e degli Stati Uniti (ad esempio a New York) i food truck conoscono una forte crescita e sono presenti in ogni spazio disponibile, soprattutto a Midtown durante la pausa pranzo.
L'ultimo week-end di maggio 2014, si è svolto, a Milano, il primo festival europeo interamente dedicato ai food truck.

## Galleria d'immagini

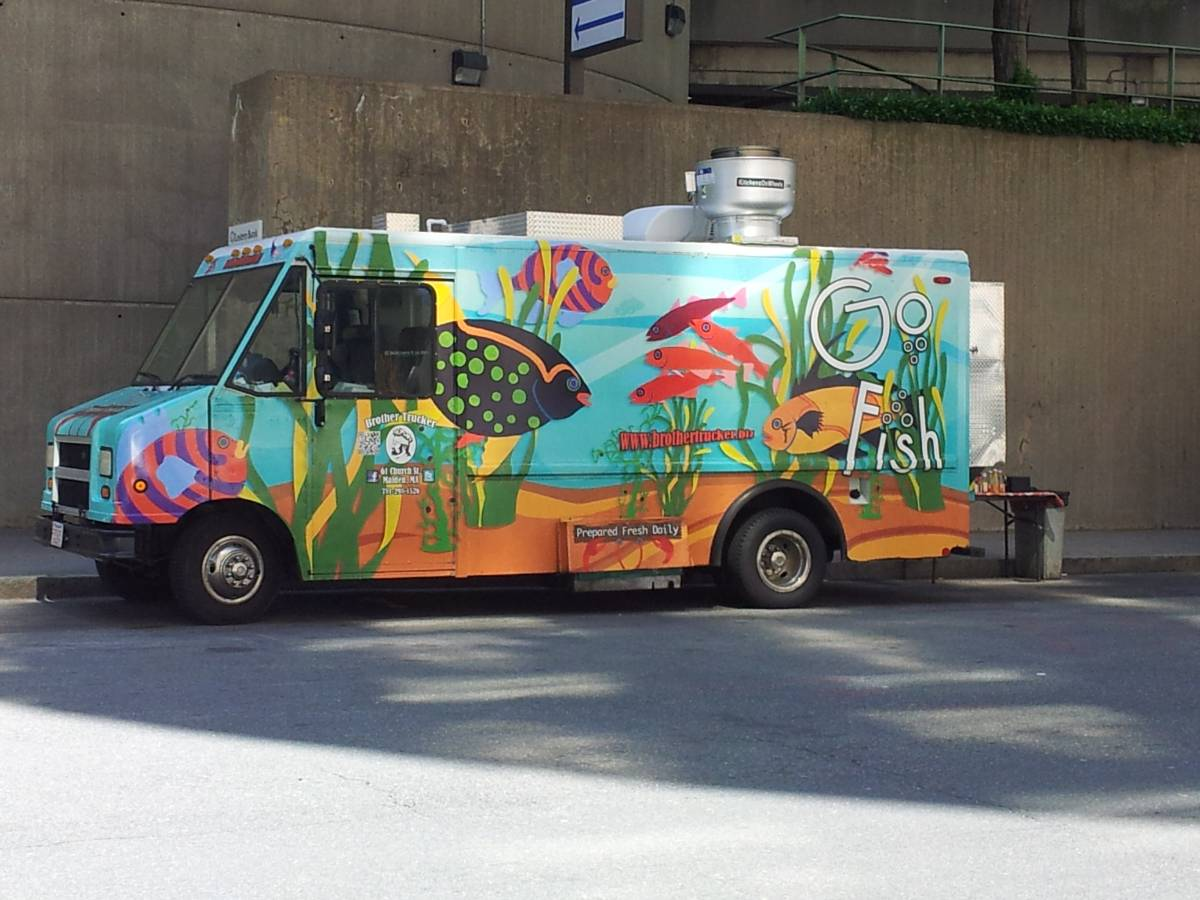
A Boston,
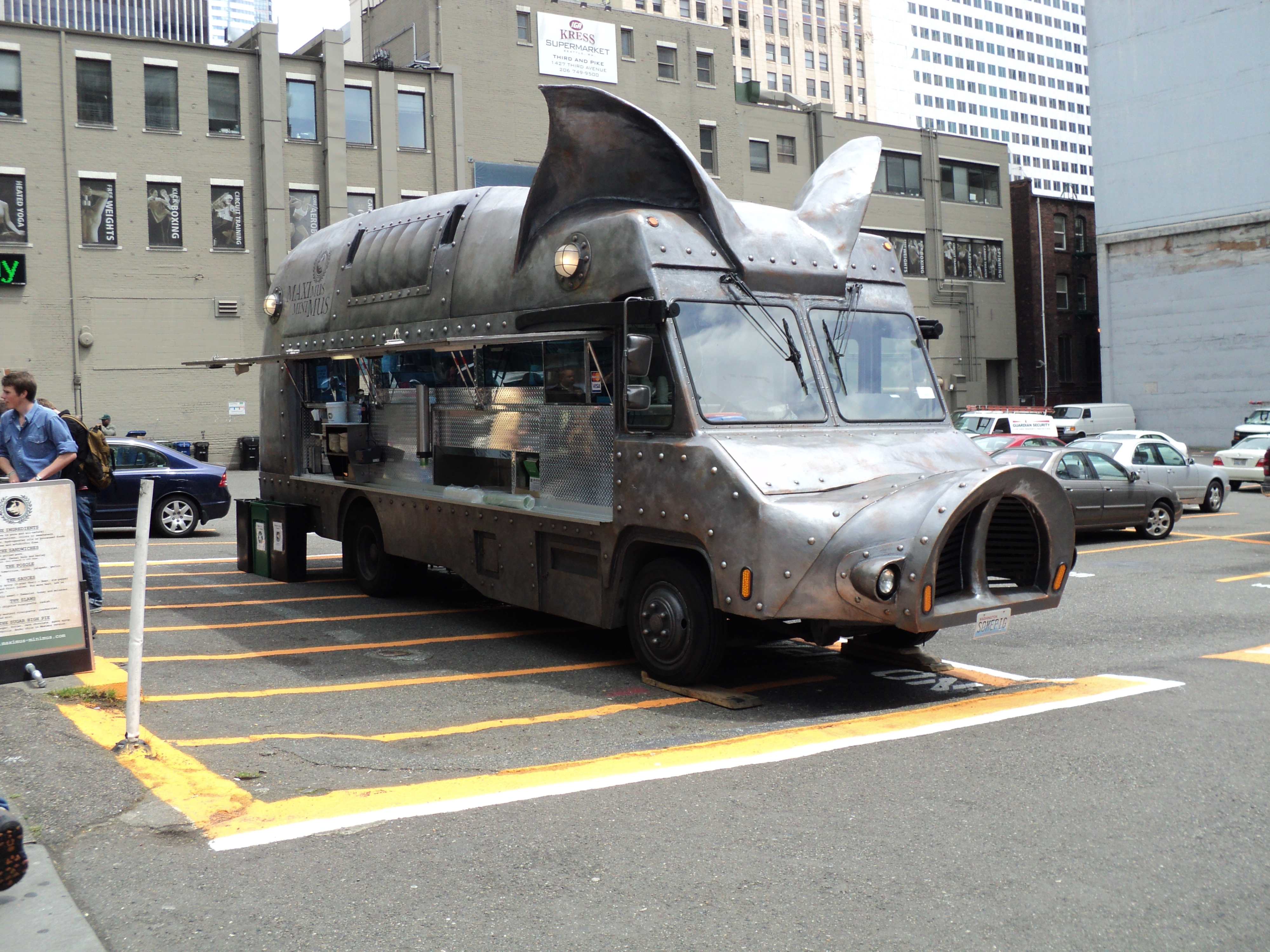
a Seattle, in forma di maiale
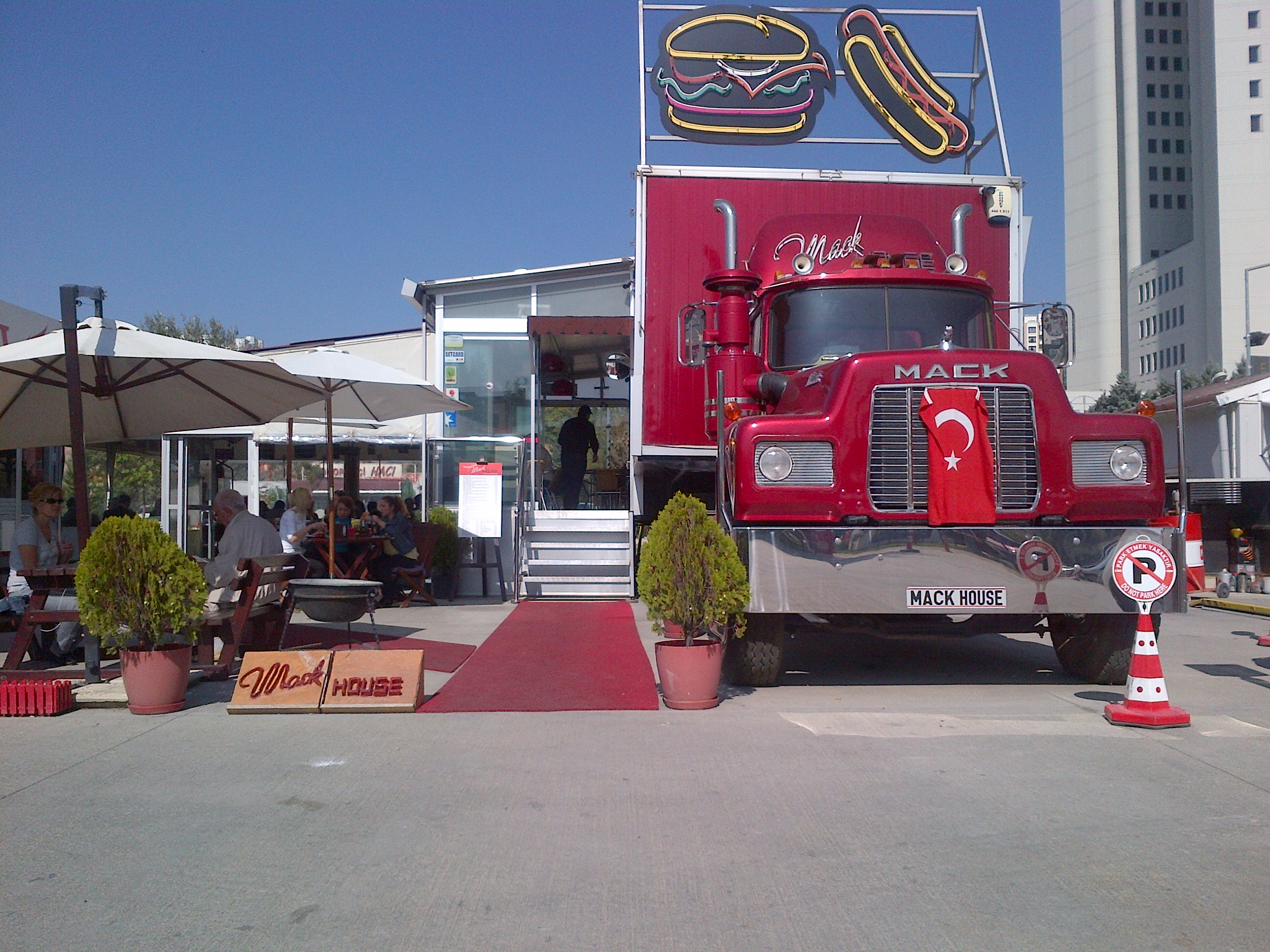
"ristorante autocarro" Mack Cafe ad Ankara
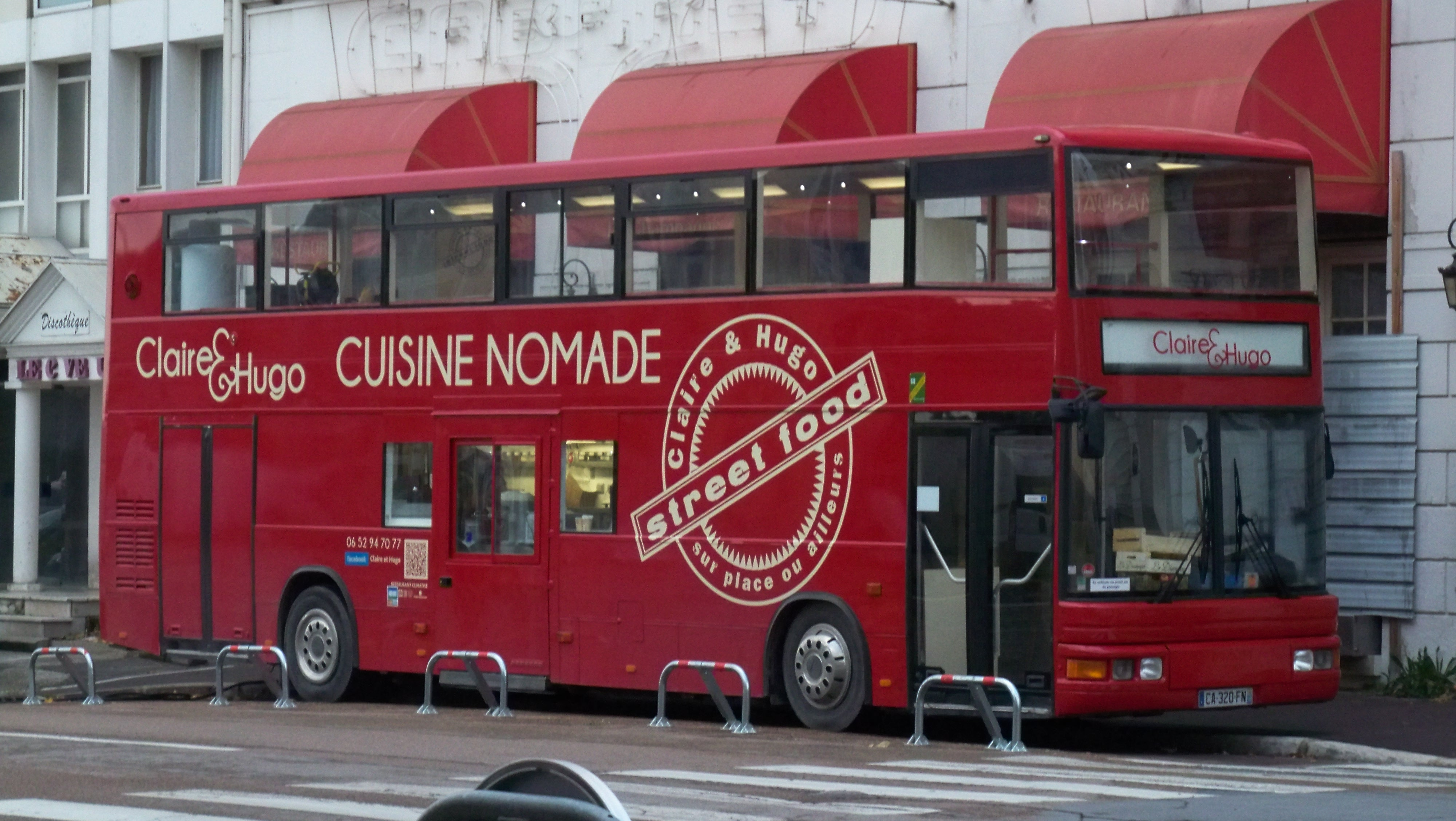
... un "food bus" a Troyes.